# Creatore (personaggio)
Il Creatore, il cui vero nome è Reed Nathaniel Richards, è un personaggio dei fumetti creato da Mark Millar, Brian M. Bendis e Adam Kubert nel 2004 e pubblicato dalla Marvel Comics. Nasce come la versione Ultimate Marvel di Mister Fantastic e uno dei componenti del quartetto di supereroi chiamato i Fantastici Quattro insieme ai fratelli Storm, Susan e Johnny, e al suo migliore amico Ben Grimm (componendo così la versione Ultimate dell'omonimo gruppo di Terra-616).

## Biografia del personaggio

### Come Mister Fantastic
Reed Richards stava lavorando a una macchina per il teletrasporto che secondo i propri piani sarebbe stata capace di trasportare della materia da un posto a un altro utilizzando la zona N. Gli agenti segreti quando capirono il piano dello scienziato lo fecero entrare subito nel Baxter Building trovatosi nel cuore di New York. L'edificio era una sede governativa scientifica diretta dal Dottor Storm, sotto la supervisione dei due figli Susan e Johnny. Finalmente Reed con l'aiuto di Victor Von Doom riuscì a completare l'invenzione. Gli agenti portarono così l'esperimento nel deserto del Nevada dove alla squadra si aggiunse Ben Grimm, l'amico di Reed, per festeggiare la riuscita del suo sogno.
L'esperimento di Reed Richards e degli altri quattro nella zona N non andò bene, questo a causa del cambio di parametri che Victor Von Doom aveva apportato all'ultimo momento. Così i cinque partecipanti subirono danni molecolari che donarono ad ognuno diverse capacità. Reed Richards in seguito all'esperimento mal riuscito ottenne la capacità di poter allungare il proprio corpo quanto desidera.
Dopo l'aver affrontato molti nemici e situazioni difficili Reed volle ritentare ad attraversare la zona N, riuscendoci. Qui Reed, Ben, Sue e Johnny si scontrarono con l'alieno Nihil, che trovandosi in un universo ormai morente, voleva approfittare del Favoloso (lo shuttle che il gruppo aveva usato per entrare nella zona N) per entrare nella nostra dimensione.

#### Dopo Ultimatum
Dopo lo sfaldamento del gruppo al seguito degli eventi di Ultimatum, Reed decide di intraprendere una missione che a suo dire porterà il mondo verso un futuro migliore, un futuro dove non si assisterà allo stupro della scienza.
Questa sua decisione lo porterà a prendere drastiche e disumane decisioni, ed a compiere atroci crimini tanto da farlo entrare in conflitto con tutti i supereroi dell'Universo Ultimate, che riescono infine a penetrare nella sua fortezza e sconfiggerlo bloccando il suo piano; durante lo sfaldamento della sua base Reed viene sbalzato fuori nel vuoto della Zona N.
Ore dopo la battaglia Reed si riprende. Grazie alla propria tuta e a ciò che rimane della sua attrezzatura, riesce a trasferirsi altrove, in un altro mondo, decidendo di continuare nel suo piano e i suoi esperimenti scientifici.

### Come Creatore

#### Signore della Città
Tempo dopo la morte di Peter Parker, Reed ricompare sulla Terra con un gruppo di seguaci che ha arruolato nel suo esilio nelle dimensioni alternative, precisamente nella Germania del Nord.
Ripresentandosi come "Creatore" da inizio alla costruzione della "Cupola", un'enorme struttura sferica al cui interno il tempo passa molto più velocemente che all'esterno.
Dentro la Cupola, Reed e i suoi seguaci danno vita ad una società e a una discendenza i cui principi base sono l'eugenetica, la selezione naturale, l'evoluzionismo e la crescita fisico-cognitiva in vitreo dei nuovi nati (per esempio ricevono l'apprendimento matematico ancora a livello di neonati, all'interno di speciali strutture chiamate "Culle"); Reed li chiama i Figli del Domani, e sono esseri metaumani con capacità di adattamento incredibili.
Novecento anni all'interno della Cupola passano in pochi attimi e una volta raggiunto il fine prefissato, Reed fa abbattere le mura e da inizio all'espansione della "Città", quella che sarà nuova patria dei Figli e controllata da un'omonima intelligenza artificiale, programmata da Reed stesso.
L'arrivo dei Figli è violento e i primi a cadere sono alcuni dei Capitani della Task Force metaumana dell'Unione Europea, seguiti subito dalla patria degli Aesir, Asgard, che dopo il Ragnarok era stata ricostruita proprio nella Germania Settentrionale.
Prima che lo S.H.I.E.L.D. possa mettere insieme un'armata per respingere l'avanzata di Reed e i suoi, le forze europee vengono sconfitte e la Città ingloba tutto il territorio tedesco arrivando fino alla Polonia e al Belgio, conquistando un'ampia zona dell'Europa centrale. Anche gli americani vengono sconfitti di misura e solo grazie al martello teleportatore di Thor la flotta riesce a ritirarsi.
Reed si dimostra particolarmente ambiguo nel suo agire, dimostrando più volte un atteggiamento psicopatico, ma sempre ambivalente, volendo mascherare i suoi propositi di vendetta contro i suoi nemici, l'America o meglio dire il suo governo ma soprattutto contro gli Ultimates che causarono in passato la sua quasi morte nella Zona N, con un atteggiamento distaccato e razionale come se ciò che aveva fatto non fosse altro che la dimostrazione del destino ineluttabile dell'umanità, regressiva e violenta, che deve arrendersi all'evidenza di venir sostituita da una specie superiore, ovvero i Figli.
Per questo non uccide Thor nonostante ne abbia avuto la possibilità, concede una tregua agli U.S.A. e permette a Falcon degli Ultimates di fare da ambasciatore presso di lui, cosicché riferisse al Mondo intero ciò che la Città cela.
Ma in realtà Reed non aspetta altro che una scusa, un passo falso per far scatenare il potenziale bellico della Città contro di loro e chiunque altro si dimostri contrario o alternativo alle sue idee (come lo stato metaumano di Tian nel Sud-Est asiatico); quando il Presidente degli Stati Uniti dà l'ordine di scagliare tutto l'armamentario nucleare sulla Città, Reed, sopravvissuto all'attacco anche se con gravi perdite, mostra di aver già predisposto ogni cosa per una situazione del genere e in risposta fa esplodere una bomba di anti-materia, trasportata da un Figlio regredito allevato in segreto, a Washington D.C., distruggendola.
Reed viene infine fermato e incarcerato dallo S.H.I.E.L.D. grazie ad un piano orchestrato da Tony, fattosi consegnare a lui come pegno di pace tra la Città e l'America, in modo tale da introdursi nella città e sobillare una rivolta tramite l'intervento di Anthony, il tumore senziente che si era venuto a formare nel cervello di Iron Man poco prima che gli eventi in Europa precipitassero, che messosi in contatto con l'I.A. della Città riesce a convincerla a far schierare i Figli contro Reed.
Si pensa che ora Richards sia detenuto da qualche parte dallo S.H.I.E.L.D., non essendo stato ancora trovato un modo per condannarlo a morte.

#### Alleato di Kang
Tempo dopo la sua cattura e il suo imprigionamento presso il carcere per superumani denominato il Cubo, Reed viene liberato da Kang, una viaggiatrice nel tempo, e si allea con Bruce Banner e Quicksilver per dare inizio ad una nuova era, priva degli errori commessi in passato, attraverso l'utilizzo delle Gemme dell'Infinito.
Rimesso in libertà e sconfitti gli Ultimates, Reed sfrutta le sue capacità metaumane e la sua intelligenza per approntare una base logistica volante, chiamata Aleph-One, per dare inizio all'opera di cambiamento globale che ha in mente: tramite un esercito robotico di androidi chiamati Herbietron impone la pace globale, diffonde il "seme mutante", ovvero un semente modificato dai mutanti della nazione di Utopia, nel mondo per combattere la fame, distrugge il sistema finanziario azzerandolo letteralmente, abolisce le norme sul copyright e i brevetti rendendoli pubblici, e sviluppa insieme a Banner una nuova tecnologia energetica pulita. Tutto ciò in un giorno.
Questo è però solamente una parte del piano. Kang infatti vuole che siano riunite tutte le gemme affinché una minaccia cosmica venga arginata tramite il loro potere. Reed nel farlo uccide Tony Stark e compie degli esperimenti su Johnny Storm per recuperare le ultime due (che si trovavano una nel cranio di Iron Man e l'altra al centro della Terra).
La riscossa degli eroi però ribalta la situazione e le carte vengono infine svelate: Kang è una Susan Storm proveniente dal futuro che si era messa in contatto con Reed fin dai tempi di Ultimatum per poter arginare la terribile minaccia che stava per colpire il loro universo. La lotta per le gemme si fa accesissima e alla fine le gemme finiscono nelle mani di Tony Stark, che era riuscito a trasferire la sua coscienza nella rete elettrica prima di essere ucciso da Reed e poi in una delle sue armature, che per prima cosa rimette in sesto il suo corpo umano.
Ma prima di poter chiudere i conti con il folle scienziato, si scatena il fenomeno previsto da Kang: il continuum spazio-temporale subisce una lacerazione che scuote la realtà.
Le gemme vanno in frantumi e Kang, sapendo che non c'è più nulla che essa possa fare, decide di tornare ancora più indietro nel tempo, non prima di aver detto alla sua controparte più giovane che il suo futuro è con Reed Richards.
Scomparsa la donna, Reed scollega tutte le sue apparecchiature e in lacrime accusa Stark di averli condannati tutti: quel flusso di energia che avevano percepito era solo l'inizio della fine.
Poco tempo dopo Reed, nuovamente rinchiuso presso il Cubo, riceve la visita di Susan che gli rivela che hanno rilevato un'anomalia. Qualcosa si sta avvicinando verso di loro dai meandri dello spazio e ha mandato una sola parola: fame.

## Poteri e abilità
Il Reed dell'Universo Ultimate è dotato di tutti i poteri della sua controparte classica. Oltre a questi sembra essere dotato di alcune caratteristiche peculiari. Non ha organi interni ma masse batteriche malleabili che non si lacerano quando si allunga (cosa che rende difficile ferirlo seriamente trafiggendolo).
Inoltre, dopo la sua trasformazione, la sua struttura biologica non invecchia naturalmente, rendendolo, di conseguenza, longevo e virtualmente immortale. Ha anche dimostrato di essere in grado di deformare la sua scatola cranica e ingrandire il suo cervello per poter presumibilmente espandere le sue facoltà intellettuali.
Si è dimostrato in grado di generare mani e tentacoli da qualunque punto del suo corpo.
Quale massima estensione delle sue capacità, può trasformare dei segmenti del suo corpo in vere e proprie repliche in grado di agire autonomamente ed avere, presumibilmente, le stesse capacità intellettive dell'originale (ha creato ben 4 repliche, per un totale di 5 Reed, ma è sconosciuto se questo numero rappresenti il suo limite massimo). Per sua stessa ammissione è anche in grado di regolare i suoi timpani per ascoltare a qualunque volume.

## Carattere
Inizialmente, l'Ultimate Reed Richards non differisce molto dalla sua controparte classica per atteggiamento e caratterizzazione, se non per il fatto che è molto più giovane e di conseguenza non ricopre il ruolo di "padre della famiglia" che è da sempre la caratteristica principale del Richards originale. Inoltre, la relazione tra Reed e Sue è molto più superficiale rispetto al classico, essendo i due solamente fidanzati e mai sposati, oltretutto conosciutisi da poco (mentre nell'universo classico Sue conobbe Reed già da bambina, quando lui era già uno studente delle superiori, ed è stata innamorata di lui fin dall'inizio). A seguito degli eventi di Ultimatum, il Reed Richards Ultimate subisce un brusco e inaspettato cambiamento, spingendosi su un sentiero molto più oscuro che lo porterà a diventare un vero e proprio supercattivo nei panni del "Creatore". Insieme a Hulk, Namor e Quicksilver, Reed Richards è uno dei pochi personaggi che è un eroe nella versione classica e un villain nella versione Ultimate.

## I Figli del Domani
Sono il popolo di Reed Richards che vive nella Città.
Dopo la sua sconfitta per mano degli Ultimates, Reed riesce a fuggire dalla zona N e a ricominciare da zero il suo piano di rivoluzionare il mondo. Compie un viaggio nel quale riesce a riunire un vasto numero di seguaci e a ricostruire la propria tecnologia: essi saranno la base del suo progetto Cupola.
Tempo dopo torna sulla Terra e dà il via al progetto: Reed e i suoi seguaci si rinchiudono all'interno di una enorme struttura, la Cupola appunto, in cui il tempo scorre più rapidamente che nel mondo esterno. In questo "sistema chiuso" Reed guida la sua comunità verso una società futura e utopica.
Pian piano, con il passare degli anni, gli individui mutano mentalità e sviluppano regole sociali incredibili: le nuove generazioni smettono di essere procreate naturalmente ma vengono sviluppate in vitreo, l'identità stessa viene meno rinunciando prima al proprio cognome e in seguito al proprio nome identificandosi semplicemente con il titolo e il grado gerarchico dell'attività svolta all'interno della comunità (architetto, giudice, costruttore, balia, genetista, coltello, dinamo...). Viene loro insegnato che "Siamo tutti nati per fare una cosa soltanto. Per essere solo quello", che poi evolse semplicemente in "Sii il tuo nome".
I Figli sono letteralmente dei meta-umani in possesso di incredibili facoltà di adattamento e di comprensione, derivati anche dal modo in cui essi sono cresciuti: fin da neonati vengono tenuti in culle speciali attraverso le quali viene loro infusa conoscenza e sapere. Quelli che ricoprono ruoli offensivi e bellici hanno incredibili capacità tecniche e si adattano molto rapidamente all'avversario che si ritrovano di fronte.
Molti di loro sembrano essere privi di emozioni o in possesso di una visione distorta delle cose. Essi sono spinti da principi di continuo progresso, evoluzione e selettività naturale. In linea con lo schiacciamento delle singole individualità, tutti i FIgli, sia maschi che femmine, hanno la testa calva e vestono tutti uguali, salvo rare eccezioni, dovute probabilmente ai diversi ruoli.
I Figli si rivoltano contro il loro leader in occasione del conflitto con gli Ultimates e il Popolo di Tian, quando la Città, ovvero l'I.A. che regola la metropoli in cui vivono, offre loro la possibilità del cambiamento, svelando i comportamenti "retrogradi" e vendicativi di Richards. Il loro destino in seguito a questi eventi è ignoto: si sa solo che ad un certo punto la Città cade in rovina diventando una zona ad alto livello di radiazioni.

### La Città
È un'intelligenza artificiale avanzatissima che permette a Richards e al suo consiglio ristretto di monitorare la città dei Figli del Domani; in un certo senso essa è la città stessa poiché quando essa fa riferimento ai fabbisogni della metropoli e alla sua espansione, ne parla riferendosi a se stessa. La Città anche se ha un ruolo di supporto informativo, fa parte integrante del consiglio ristretto di Richards e la sua interfaccia è posta nella sala dove il Quorum è solito riunirsi.
Nonostante sia soggetta a Richards come chiunque altro membro dei Figli ad un certo punto, venendogli offerta la possibilità di distaccare l'intera comunità dal loro leader, si oppone a Richards lasciandolo privo di mezzi e del sostegno dei suoi accoliti. Si ignora il suo destino ma è presumibile che sia andata distrutta in eventi successivi alla cattura di Reed.

### Il Quorum
Nonostante il governo di fatto autocratico che Reed ha sulla Città, grazie ai servizi dell'intelligenza artificiale stessa che ne è alla base, anche lui ogni tanto chiede "saggezza" ad un gruppo ristretto di Dirigenti, denominato Primo Consiglio, che lo assiste ed è sempre al suo fianco per ogni suo bisogno.
Costoro, presumibilmente i più alti in grado delle loro rispettive categorie, sono:
- il Primo Costruttore
- il Primo Giudice
- (sconosciuto)
- il Quarto Dirigente

Si ignora il loro destino dopo la caduta di Reed come capo dei Figli del Domani.

## Altri media

### Videogiochi
- Il Creatore compare come skin di Mister Fantastic in Marvel Rivals.